# Holger Hieronymus
Holger Hieronymus est un footballeur allemand né le 22 février 1959. Il évoluait au poste de défenseur.

## Biographie
Il possède 3 sélections en équipe d'Allemagne et participe à la Coupe du monde 1982 avec la Mannschaft.
Il remporte la Coupe des clubs Champions en 1983 avec Hambourg.
Il arrête sa carrière de joueur à seulement 25 ans, à la suite d'une grosse blessure.

## Carrière
- 1979-1984 : Hambourg SV  Allemagne[1]

## Palmarès
- 3 sélections et 0 but en équipe d'Allemagne entre 1981 et 1982
- Finaliste de la Coupe du monde 1982 avec l'Allemagne
- Vainqueur de la Coupe des clubs Champions en 1983 avec Hambourg
- Finaliste de la Coupe des clubs Champions en 1980 avec Hambourg
- Finaliste de la Coupe de l'UEFA en 1982 avec Hambourg
- Champion d'Allemagne en 1982 et 1983 avec Hambourg
- Vice-Champion d'Allemagne en 1980, 1981 et 1984 avec Hambourg